# Rodri (football, 1984)
Pour les articles homonymes, voir Rodri, Sergio Rodríguez et Rodríguez.
Sergio Rodríguez García dit Rodri, est un footballeur espagnol, né le 17 août 1984 à Mataró en Espagne. Depuis janvier 2014, il évolue au KAS Eupen comme défenseur.

## Biographie
Fin août 2012, il signe pour deux saisons au Rayo Vallecano.

## Carrière
- 2003-2006 :  FC Barcelone B
- 2006-2009 :  Deportivo La Corogne
  - jan. 2007-2007 :  UD Almería (prêt)
  - 2007-2008 :  Polideportivo Ejido (prêt)
  - 2008-jan. 2009 :  CS Marítimo Funchal (prêt)
  - jan. 2009-2009 :  UD Salamanque (prêt)
- 2009-mars 2011 :  Hércules Alicante
- mars 2011-2012 :  FK Spartak Moscou
- 2012-janv. 2014 :  Rayo Vallecano
- depuis jan 2014 : KAS Eupen[3]

## Palmarès
- FC Barcelone
  - Vainqueur du Championnat d'Espagne (2) : 2005, 2006